# جان لارسن
جان لارسن (بالدنماركية: Jan Larsen)‏ (22 مارس 1945 - 9 مارس 1993) هو مدرب كرة قدم ولاعب كرة قدم دانمركي في مركز الدفاع.

## وصلات خارجية
- جان لارسن على موقع قاعدة بيانات كرة القدم.إي يو (الإنجليزية)
- جان لارسن على موقع ناشيونال فوتبول تيمز (الإنجليزية)